# Exochella elegans
Exochella elegans är en mossdjursart som beskrevs av Hayward 1991. Exochella elegans ingår i släktet Exochella och familjen Exochellidae. Inga underarter finns listade i Catalogue of Life.